# Сегест
Сегест (Segestes) е княз на германското племе херуските и тъст на Арминий, който побеждава римляните в Битката в Тевтобургската гора.
През 9 г. Сегест предупреждава римляните, че Арминий подготвя въстание, но не му обръщат внимание. Затова той се присъединява към въстанието.
Скоро след това дъщеря му Туснелда, се омъжва без неговото съгласие за Арминий и през 15 г. е обкръжен от неговите племенни съюзници. Германик го освобождава. Сегест предава бременната си дъщеря като затворничка на Германик, който я води в Равена.
На 26 май 17 г. синът му Зегимунд и дъщеря му Туснелда заедно с внук му Тумелик са показани в триумфалното шествие в Рим. Той гледал от трибуната като зрител.
Сегест получава от Германик местожителство в Галия.